# 神鳳 (劉尼)
神鳳（303年五月—八月）是西晋時期民變首領张昌所立的年號，共計4個月。
張昌以山東縣吏丘沈為天子，更名為劉尼，稱國號「漢」，建元神鳳。

## 紀年對照表
| 神鳳 | 元年  |
| ---- | ----- |
| 西元 | 303年 |
| 干支 | 癸亥  |

## 同期存在的其他政權年號
- 中國
  - 太安（302年－303年）：西晉——晉惠帝司馬衷之年號
  - 建初（303年－304年）：成漢——李特之年號

## 深入閱讀
- 李崇智. . 北京: 中華書局. 2004年12月. ISBN 7101025129.